# Czarna wojna
Czarna wojna – konflikt pomiędzy brytyjskimi kolonistami a Aborygenami tasmańskimi, jaki miał miejsce na Ziemi van Diemena (obecnie Tasmania) na początku XIX wieku. Konflikt zyskał opinię ludobójstwa ze względu na niemal całkowitą zagładę rdzennych mieszkańców. Jednakże współcześnie liczna grupa mieszkańców Tasmanii deklaruje swoje aborygeńsko-tasmańskie pochodzenie.
Nigdy nie nastąpiło formalne wypowiedzenie wojny, w związku z czym występują rozbieżności w źródłach odnośnie do dat rozpoczęcia i zakończenia konfliktu. Niektóre źródła jako datę rozpoczęcia konfliktu podają rok 1803, w którym miało miejsce założenie pierwszej stałej osady przez kolonistów. Z największą intensywnością walki przebiegały w latach 20. XIX wieku, który to okres najczęściej jest określany mianem „czarnej wojny”. Konflikt zasadniczo wygasł na początku lat 30., kiedy pozostałych przy życiu Aborygenów stopniowo przesiedlono na Wyspę Flindersa.

## Odniesienia w kulturze
O konflikcie wspomina H.G. Wells w pierwszym rozdziale „Wojny światów”: 

Zanim osądzimy ich zbyt surowo, przypomnijmy sobie, jak bezlitośnie tępił własny nasz gatunek nie tylko zwierzęta, bizony czy ptaki dodo, ale i inne rasy ludzkie, na niższym stojące szczeblu rozwoju. Choćby Tasmańczycy wybici doszczętnie w ciągu pięćdziesięciu lat przez przybyszów z Europy.